# Tina Lavender
Professora Dama Tina Lavender (nascida em 1965/1966) é uma parteira britânica e professora de Saúde Materna e Neonatal na Escola de Medicina Tropical de Liverpool (LSTM). Ela é diretora do Centro de Saúde do Parto, da Mulher e do Recém-Nascido, que é uma colaboração entre a OMS e o LSTM. Ela também é investigadora-chefe da Unidade Global de Saúde do NIHR para a Prevenção e Gestão de Natimortos e Mortes Neonatais na África Subsaariana e no Sul da Ásia.

## Carreira
Tina Lavender frequentou a Roby Comprehensive School e formou-se em Enfermagem no Broadgreen Hospital. Ela tem mestrado e doutorado. Sua tese tem o título "Gerenciando o trabalho de parto prolongado usando diferentes linhas de ação do partograma: resultado obstétrico e satisfação materna".
Tina Lavender foi professora de obstetrícia e diretora do Centro de Saúde Global da Mulher da Universidade de Manchester até 2020.

## Reconhecimentos
Ela foi premiada com a Ordem do Império Britânico (DBE) "por serviços prestados à obstetrícia" em 2012 e é membro honorário do Royal College of Midwives. Em 2015, ela foi listada como uma das 100 mulheres da BBC.